# Carcajolo Blanc
Carcajolo Blanc ist eine autochthone Weißweinsorte auf der Insel Korsika in Frankreich. Dort wird sie hauptsächlich in der Gegend um Figari im Süden der Insel angebaut. Auf der Insel Sardinien isg die Sorte unter dem Synonymnamen Bariadorgia bekannt ist. Auf Korsika wurden im Jahr 1988 17 ha bestockter Rebfläche erhoben. Flächen auf Sardinien sind nicht mehr bekannt. In französischen Statistiken wird sie 2010 nicht mehr geführt. 
Auf Korsika gibt es ebenfalls die rote Sorte Carcajolo Noir.

## Wein
Die spätreifende Sorte ergibt alkoholarme, recht aromatische Weißweine mit einer hellgelben Farbe. 
Siehe auch die Artikel Weinbau auf Korsika, Weinbau in Frankreich und Weinbau in Italien.

## Synonyme
Synonyme: 15, Bariadorgia, Bariadorgia Bianca, Bariadorza, Barria Dorgia, Barriadorgia, Barriadorza, Carcaghjolu Biancu, Carcajola, Carcajolo Bianco, Cargajola Blanc, Erbisedda, Fragrante, Gregu Bianco, Variatoghja, Verzolina Bianca.